# Fábio Silberberg
Fabio Silberberg (São Paulo, 25 de março de 1969) é empresário e ex-tenista brasileiro.

## Biografia
Fabio Silberberg iniciou cedo nas quadras. Após uma vitoriosa carreira juvenil, em que chegou a ser número 6 do mundo, foi estudar administração esportiva e jogar pela Universidade do Tennessee nos Estados Unidos entre 1988 e 1991. Ao sair da Universidade em 1991, ingressou no circuito da ATP  (Associação de Tenistas Profissionais). Em sua carreira como tenista profissional disputou mais de 200 campeonatos em mais de 25 países até 1997, incluindo 7 Grand Slams. Obteve vitórias sobre Tim Henman, Guillermo Vilas e Fernando Meligeni. 
Em 1995 entrou para o time principal do Brasil na Copa Davis no confronto contra o México, quando ocupava a posição 196 do mundo no ranking ATP.
Ao deixar as quadras, teve um curto caminho profissional como treinador e em 2005 fundou a FABERG Tour Experience (www.faberg.com.br), empresa pioneira no Brasil e especializada em oferecer as melhores experiências e logísticas de viagens para os maiores eventos do mundo. Como Diretor-Presidente, relaciona-se diretamente com as organizações internacionais para oferecer serviços exclusivos de viagens, ingressos VIP e soluções para pessoas físicas (em suas férias e lazer) e para empresas no formato de programas de relacionamento e incentivo corporativo.

## Retrospecto como tenista
- Juvenil Nacional (Simples) (1) em (1987)
- Juvenil Nacional (Duplas) (1) em (1987)
- Juvenil Mundial (Simples) (6) em (1987)
- Juvenil Mundial (Duplas) (2) em (1987)
- Universitário por Equipe (1) em (1990)
- Universitário Individual (21) em (1990)
- Profissional Nacional (4) de (1991) a (1996)
- ATP Simples (193) (1991)
- ATP Duplas (210) (1994)

## Vida pessoal
Casado com Eloisa Silberberg desde 2010. Têm uma filha, Ana Silberberg, nascida em 13 de agosto de 2011. 